# Yoshi Tatsu
Naofumi Yamamoto (山本 尚史, Yamamoto Yatyiri) (né le 1er aout 1977 à Gifu dans la préfecture de Gifu au Japon) est un catcheur japonais. Il est connu pour avoir travaillé à la World Wrestling Entertainment sous le nom de Yoshi Tatsu.

## Carrière

### New Japan Pro Wrestling (2002-2007)
Il fait son premier match à la New Japan Pro Wrestling (NJPW) le 12 octobre 2002 en perdant face à Wataru Inoue.

### World Wreslting Entertainement (2007-2014)

#### Extreme Championship Wrestling (2009-2010)
Après avoir été à la New Japan Pro Wrestling et à la FCW, il fait ses premiers pas à la WWE ECW le 30 juin 2009 pour son premier combat contre Shelton Benjamin qui a récemment été drafté à la ECW et gagne le match.

#### RAW (2010-2011)
Après la fermeture de la ECW, il fait ses débuts à Raw le 22 février 2010. Il fait équipe avec Kofi Kingston & Evan Bourne et battent The Legacy.
Il est le vainqueur du 26-Man Battle Royal à WrestleMania XXVI.

#### SmackDown, NXT et départ (2011-2014)
Lors du draft supplémentaire, Yoshi Tatsu est drafté à SmackDown.
Le 12 juin 2014, la WWE annonce son départ de la fédération.

### Circuit Indépendant (2014-...)
À la suite de son départ de la WWE, Naofumi Yamamoto a décidé d'utiliser le nom de Yamamoto sur les rings. Il fait son premier match depuis son renvoi à la I Believe in Wrestling le 29 juillet et il remporte le championnat poids-lourds de Floride de la Southern Championship Wrestling Florida (SCW) lors d'un des show de la I Believe in Wrestling le 16 août,. Il est écarté des rings depuis fin 2014 après s'être mal réceptionné sur le Style Clash de AJ Styles.
Le 4 juillet 2017 lors de Bar Wrestling 2, il bat Kikutaro.

### Retour à la New Japan Pro Wrestling (2014-2017)
Lors de Power Struggle 2014, il perd contre A.J. Styles et se blesse au cou à la suite d'un Styles Clash de ce dernier et d'un coup de guitare de Jeff Jarrett après le match. 

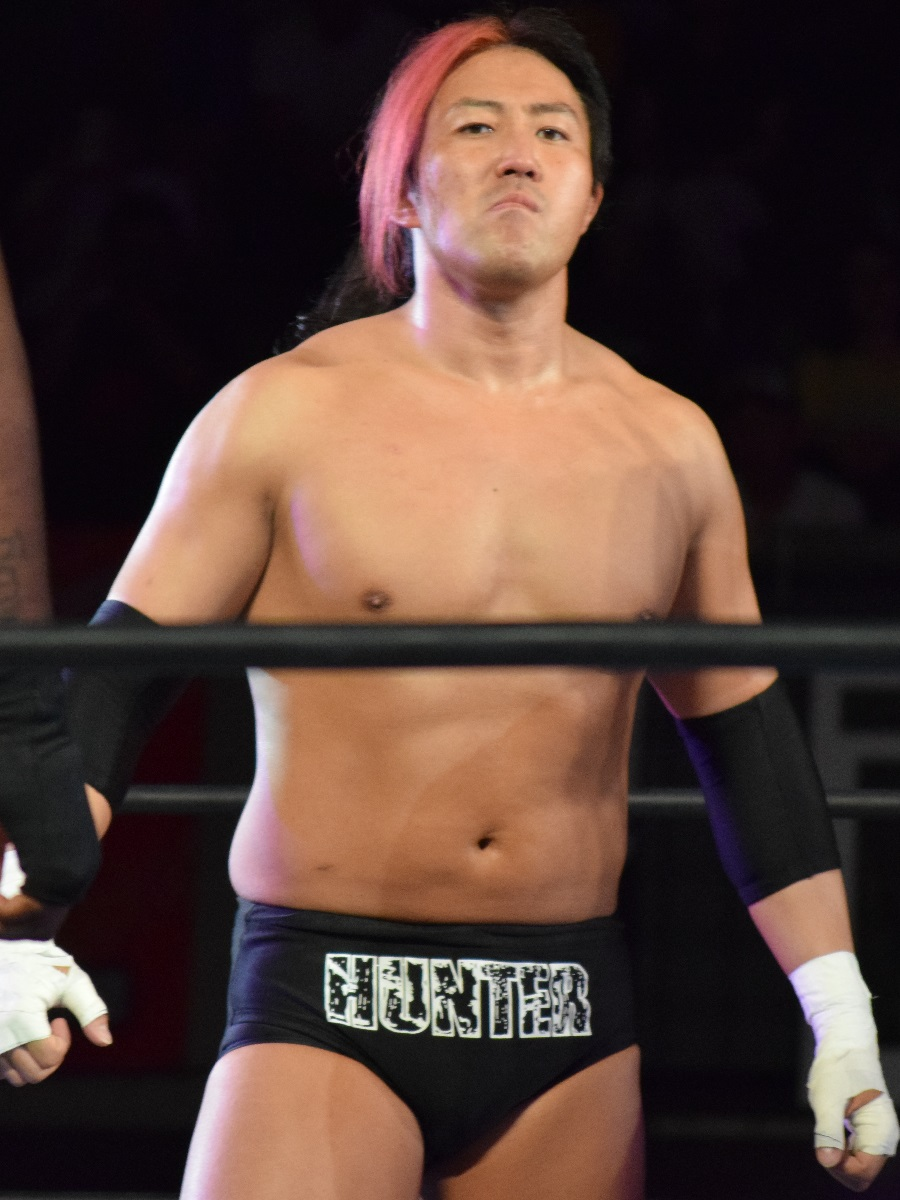
Yoshi Tatsu en Mai 2016

Lors de Invasion Attack 2016, lui, Hiroshi Tanahashi  et Michael Elgin battent le Bullet Club (Kenny Omega, Matt Jackson et Nick Jackson) et remportent les NEVER Openweight 6-Man Tag Team Championship. Le 23 avril, ils conservent leur titres contre le Bullet Club (Kenny Omega, Bad Luck Fale et Yujiro Takahashi). Lors de Wrestling Dontaku 2016, ils perdent les titres contre le Bullet Club (Kenny Omega, Matt Jackson et Nick Jackson). Lors de Dominion 6.19, lui, Togi Makabe et Captain New Japan perdent contre le Bullet Club (Adam Page, Bad Luck Fale et Yujiro Takahashi).

### All Japan Pro Wrestling (2017-...)
Le 12 septembre 2017, il fait ses débuts à la All Japan Pro Wrestling en tant que participant au Ōdō Tournament où il bat Tajiri lors de son match de premier tour. Six jours plus tard, il est éliminé du tournoi à la suite de sa défaite contre le Triple Crown Heavyweight Champion Kento Miyahara. Le 9 novembre, il perd contre Joe Doering et ne remporte pas le AJPW Triple Crown Heavyweight Championship.
Le 3 février 2018, lui et Kento Miyahara battent Suwama et Shuji Ishikawa et remportent les AJPW World Tag Team Championship.
Le 22 juillet, lui, Seigo Tachibana et Carbell Ito battent Total Eclipse (Hokuto Omori, Tajiri et Yusuke Kodama) et remportent les AJPW TV Six Man Tag Team Championship.

## Palmarès
- All Japan Pro Wrestling
  - 1 fois Gaora TV Championship
  - 1 fois AJPW World Tag Team Championship avec Kento Miyahara
  - 2 fois AJPW All Asia Tag Team Championship avec Tajiri et Atsushi Onita
  - 2 fois AJPW TV Six Man Tag Team Championship avec Seigo Tachibana et Carbell Ito (1) et Seigo Tachibana et Takayuki Ueki (1)
- I Believe in Wrestling
  - 1 fois SCW Florida Heavyweight Champion
- New Japan Pro Wrestling
  - 1 fois NEVER Openweight 6-Man Tag Team Championship avec Hiroshi Tanahashi  et Michael Elgin
- Pro Wrestling Riot
  - 1 fois PWR Champion
- Unify Championship Entertainment
  - 1 fois Corona Premier Intercontinental Champion (actuel)

## Récompenses de magazines
- Pro Wrestling Illustrated

| Année | 2006 | 2007 à 2008 | 2009 | 2010 | 2011 | 2012 | 2013 | 2014 à 2015 | 2016 | 2017 | 2018 | 2019 | 2020 |
| ----- | ---- | ----------- | ---- | ---- | ---- | ---- | ---- | ----------- | ---- | ---- | ---- | ---- | ---- |
| Rang  | 361  | Non classé  | 219  | 78   | 137  | 126  | 174  | Non classé  | 271  | 225  | 188  | 356  | 301  |